# Crédito pessoal
O crédito pessoal é um tipo de financiamento concedido por instituições financeiras para projetos pessoais. Também conhecido como crédito ao consumo ou crédito a consumidores, esta modalidade de crédito, que em Portugal é supervisionada pelo Banco de Portugal, permite ao tomador pedir uma quantia de dinheiro e pagar o valor total às prestações.

## Caraterísticas

#### Custos do Crédito Pessoal
Quando o tomador formaliza um crédito pessoal com a instituição financeira podem existir custos e comissões associados. Estas podem variar consoante a entidade de crédito, sendo as mais comuns, as comissões de abertura de conta e o imposto de selo. 
É ainda recorrente existir uma taxa de amortização caso o tomador pretenda liquidar um valor total ou parcial do crédito pessoal contratado. 

#### Prazos de Pagamento
Em Portugal, o prazo máximo estabelecido para pedir um crédito pessoal é de 10 anos. Contudo, o mais comum é encontrar ofertas que limitam até 7 anos. Isto porque, em 2020 o Banco de Portugal limitou o prazo de 10 anos para apenas algumas finalidades de crédito pessoal, como por exemplo o crédito automóvel, crédito formação ou crédito consolidado.

#### Juros
Destacando-se como um financiamento de maior risco, os juros são mais elevados do que por exemplo um crédito habitacional, sendo a TAEG a taxa de referência dos contratos praticados nesta vertente de crédito ao consumo. Trimestralmente, o Banco de Portugal atualiza as taxas máximas que podem ser aplicados aos créditos pessoais. 

#### Finalidades
As ofertas de crédito pessoal incluem finalidades específicas, que por sua vez, fazem variar os juros associados aos contratos. No mercado, o tomador pode encontrar principalmente finalidades para mobilar a casa, fazer obras, apostar na formação, cobrir uma despesa de saúde ou pedir um financiamento para uma despesa geral. 

## Vantagens e Desvantagens
O crédito pessoal tem como grande vantagem a rápida aprovação, a elevada oferta em finalidades e a facilidade de encontrar propostas que são 100% digitais. Existe ainda uma grande facilidade nos processos, principalmente a nível burocrático.
Por outro lado, o crédito pessoal também apresenta riscos. A facilidade de aprovação pode levar a um acumular de dívidas tornando uma situação mais sensível de ser gerida no orçamento. As taxas elevados que são praticadas neste tipo de financiamento também aumentam o risco de endividamento caso o tomador entre em incumprimento com o contrato. 

## Crédito Online
Existem duas formas de pedir um crédito pessoal: pessoalmente junto de um banco ou online através de um simulador de uma instituição de crédito.
Estando disponível através da internet, o tomador pode formalizar todo o processo através de uma assinatura digital que funciona como uma identificação pessoal e intransmissível.
Tratando-se de um contrato que pode ser formalizado através da internet deve apenas procurar entidades que são reguladas pelo Banco de Portugal. Estas seguem normas que permitem que exista um mercado regulado evitando burlas de crédito.

#### Taxa de Esforço
Antes do pedido de financiamento é necessário ter em conta também a taxa de esforço. Esta taxa permite perceber se o tomador tem capacidade para pagar o financiamento. Esta conta é feita com o somatório dos pagamentos mensais que o tomador tem e a estimativa do valor da prestação do crédito. Este total é dividido pelo rendimento do agregado, resultado na taxa de esforço, que não deve exceder os 33%.
No crédito online, todas as entidades financeiras são responsáveis por analisar esta vertente, ainda assim, o tomador deve agir de forma responsável nos pedidos de financiamento. Este é também responsável por medir o impacto que a prestação mensal vai ter diretamente no seu orçamento e por fornecer informações verídicas que permitam à instituição financeira calcular de forma correta a taxa de esforço.